# Wrecking Ball (브루스 스프링스틴의 음반)
| 전문가 평가                | 전문가 평가 |
| 총 점수                    | 총 점수     |
| 출처                       | 점수        |
| -------------------------- | ----------- |
| AnyDecentMusic?            | 7.7/10      |
| 메타크리틱                 | 78/100      |
| 평가 점수                  |             |
| 출처                       | 점수        |
| AllMusic                   | [ 4 ]       |
| The A.V. Club              | B+          |
| The Guardian               | [ 6 ]       |
| The Independent            | [ 7 ]       |
| MSN Music (Expert Witness) | A–          |
| NME                        | 8/10        |
| Pitchfork                  | 5.9/10      |
| Rolling Stone              | [ 11 ]      |
| Slant Magazine             | [ 12 ]      |
| Spin                       | 7/10        |

《Wreaking Ball》은 미국의 싱어송라이터 브루스 스프링스틴의 열일곱 번째 스튜디오 음반으로, 2012년 3월 6일, 컬럼비아 레코드에서 발매되었다. 이 음반은 《롤링 스톤》에 의해 2012년 최고의 음반으로 선정되었으며, 이 음반의 첫 번째 싱글인 〈We Take Care of Our Own〉과 함께 세 개의 그래미 어워드 후보에 올랐다.

## 배경 및 녹음
이 음반에는 2011년 6월에 사망한 클래런스 클레먼스가 피처링한 곡들이 포함되어 있다. 클레먼스는 〈Land of Hope and Dreams〉에서 색소폰 솔로를 연주하고, 타이틀곡에서는 색소폰 리듬을 지원한다.
이 음반의 지지 투어에는 현재 E 스트리트 밴드 라인업이 모두 포함되었지만, 이 음반에 등장하는 유일한 E 스트리트 밴드 멤버는 클레먼스, 스티븐 밴 잰트, 맥스 와인버그, 패티 시알파이며, 부 멤버 찰리 지오다노와 수지 타이렐도 많이 참여하고 있다. 이 음반에는 호른 섹션과 톰 모렐로와 매트 체임벌린의 특별 게스트 참여를 포함한 세션 밴드의 멤버들이 참여했다.

## 상업적 성과
이 음반은 각각 약 19만6천장과 7만4천장의 음반이 팔려 미국과 영국 차트를 포함한 16개국에서 1위로 데뷔했다. 《Wrecking Ball》은 스프링스틴의 미국 내 10번째 1위 음반이 되었고, 엘비스 프레슬리와 함께 역대 3번째로 많은 1위 음반이 되었다. 비틀즈 (19위)와 제이Z (12위)만이 더 많은 1위 음반을 가지고 있다. 닐슨 사운드스캔에 따르면 2013년 11월까지 《Wrecking Ball》은 미국에서 506,000장이 팔렸다.
버락 오바마 대통령은 〈We Take Care Our Own〉을 그의 최고의 선거 노래 중 하나로 사용했고 그것은 선거일 밤 그의 승리 연설 직후를 포함한 그의 재선 선거 운동 기간 중 많은 곳에서 연주되었다. 스프링스틴은 또한 그가 짧은 어쿠스틱 세트를 공연했던 그의 마지막 유세지에 꽤 많이 나타났다. 그 노래의 사용은 그 노래의 판매를 409퍼센트 증가시키는데 도움을 주었다.

## 곡 목록
모든 곡들은 브루스 스프링스틴에 의해 작사/작곡하였다.
| #   | 제목                        | 재생 시간 |
| --- | --------------------------- | --------- |
| 1.  | 〈We Take Care of Our Own〉 | 3:54      |
| 2.  | 〈Easy Money〉              | 3:37      |
| 3.  | 〈Shackled and Drawn〉      | 3:46      |
| 4.  | 〈Jack of All Trades〉      | 6:00      |
| 5.  | 〈Death to My Hometown〉    | 3:29      |
| 6.  | 〈This Depression〉         | 4:08      |
| 7.  | 〈Wrecking Ball〉           | 5:49      |
| 8.  | 〈You've Got It〉           | 3:48      |
| 9.  | 〈Rocky Ground〉            | 4:41      |
| 10. | 〈Land of Hope and Dreams〉 | 6:58      |
| 11. | 〈We Are Alive〉            | 5:36      |

| #   | 제목                                         | 재생 시간 |
| --- | -------------------------------------------- | --------- |
| 12. | 〈Swallowed Up (In the Belly of the Whale)〉 | 5:28      |
| 13. | 〈American Land〉                            | 4:25      |

## 인증
| 국가                                                                                         | 인증     | 판매량/출하량 |
| -------------------------------------------------------------------------------------------- | -------- | ------------- |
| 오스트레일리아 (ARIA)                                                                        | 골드     | 35,000^       |
| 오스트리아 (IFPI 오스트리아)                                                                 | 골드     | 10,000*       |
| 캐나다 (뮤직 캐나다)                                                                         | 골드     | 40,000^       |
| 핀란드 (Musiikkituottajat)                                                                   | 플래티넘 | 20,814        |
| 프랑스 (SNEP)                                                                                | 골드     | 50,000*       |
| 독일 (BVMI)                                                                                  | 플래티넘 | 200,000^      |
| 아일랜드 (IRMA)                                                                              | 플래티넘 | 15,000^       |
| 이탈리아 (FIMI)                                                                              | 플래티넘 | 60,000*       |
| 포르투갈 (AFP)                                                                               | 골드     | 7,500^        |
| 스페인 (PROMUSICAE)                                                                          | 플래티넘 | 40,000^       |
| 스웨덴 (GLF)                                                                                 | 플래티넘 | 40,000        |
| 스위스 (IFPI 스위스)                                                                         | 골드     | 15,000^       |
| 영국 (BPI)                                                                                   | 골드     | 100,000*      |
| 미국                                                                                         | —        | 506,000       |
| 요약                                                                                         |          |               |
| 전 세계 (2012년)                                                                             | —        | 1,500,000     |
| *판매량을 기반으로 한 인증 · ^출하량을 기반으로 한 인증 · 판매량+스트리밍을 기반으로 한 인증 |          |               |